# Congresul Mexican
Congresul Uniunii (în spaniolă Congreso de la Unión), în trecut Congresul General al Statelor Unite Mexicane (Congreso General de los Estados Unidos Mexicanos), este legislativul bicameral al Mexicului, format din două camere: Senatul Republicii⁠(d) și Camera Deputaților⁠(d).
Congresul se întrunește la Ciudad de México și constă din 628 de membri: 500 de deputați și 128 de senatori.